# Coelioxys pieliana
Coelioxys pieliana là một loài Hymenoptera trong họ Megachilidae. Loài này được Friese mô tả khoa học năm 1935.